# 大民街道
大民街道，是中华人民共和国黑龙江省齐齐哈尔市龙沙区下辖的一个街道办事处，于2012年5月设立（原龙沙区直辖地域）。

## 行政区划
大民街道下辖以下地区：
明星村、爱国村、三合村、新光村、大民村和五福玛村。